# Каменське плато
Ка́менське плато (каз. Төңкеріс) — село у складі Талгарського району Алматинської області Казахстану. Входить до складу Панфіловського сільського округу. Код КАТО — 196253300.
У радянські часи село називалось Кам'яне Плато.
Населення — 295 осіб (2021; 121 у 2009, 144 у 1999, 110 у 1989).